# Parc reine Astrid (Liège)
Pour les articles homonymes, voir Parc Astrid.
Le parc Astrid est un parc public liégeois situé sur le quai de Wallonie dans le quartier administratif du Nord.
Les plaine de jeux et crèche Reine Astrid sont inclus dans le Parc.